# Biagio di Goro Ghezzi
Biagio di Goro Ghezzi (1325 ca. – tra il 1384 e il 1389) è stato un pittore italiano, attivo a Siena a partire dal 1350.

## Biografia

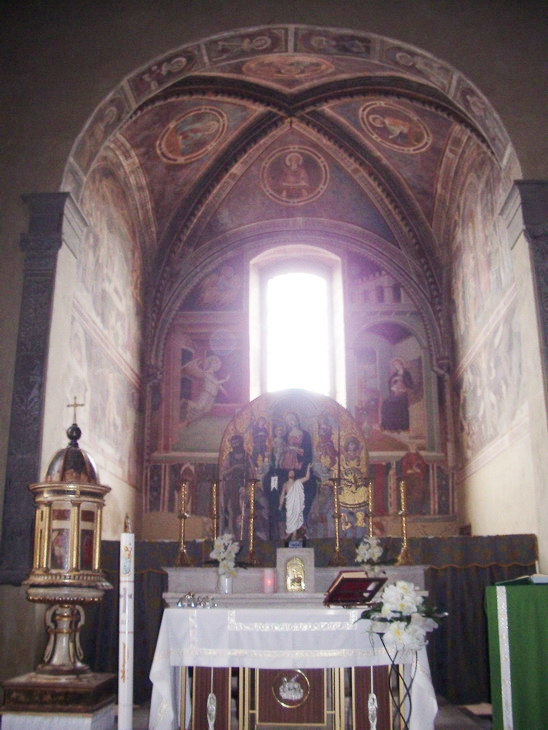
Annunciazione, chiesa di San Michele Arcangelo, Paganico

### Opere
- Storie di San Michele Arcangelo, chiesa di San Michele Arcangelo, Paganico:
- Affresco con Sant'Agnese, nella Basilica di San Clemente in Santa Maria dei Servi, Siena;
- Tondi a fresco con Cristo benedicente, Santa Caterina d'Alessandria e San Lorenzo, ex-convento di Sant'Agostino, Siena.